# Tatsuya Yazawa
Tatsuya Yazawa (谷澤 達也 Yazawa Tatsuya?, nacido el 3 de octubre de 1984 en Shizuoka) es un futbolista japonés que se desempeña como centrocampista.

## Trayectoria

### Clubes
| Club              | País  | Año         |
| ----------------- | ----- | ----------- |
| Kashiwa Reysol    | Japón | 2003 - 2007 |
| JEF United Chiba  | Japón | 2008 - 2010 |
| FC Tokyo          | Japón | 2011 - 2012 |
| JEF United Chiba  | Japón | 2012 - 2015 |
| FC Machida Zelvia | Japón | 2016 - 2017 |
| SC Sagamihara     | Japón | 2018 -      |

## Estadística de carrera

### J. League
| Club              | Año   | J. League | J. League | Copa J. League | Copa J. League | Total | Total |
| Club              | Año   | Part.     | Goles     | Part.          | Goles          | Part. | Goles |
| ----------------- | ----- | --------- | --------- | -------------- | -------------- | ----- | ----- |
| Kashiwa Reysol    | 2003  | 14        | 2         | 1              | 0              | 15    | 2     |
| Kashiwa Reysol    | 2004  | 26        | 0         | 4              | 0              | 30    | 0     |
| Kashiwa Reysol    | 2005  | 21        | 1         | 4              | 0              | 25    | 1     |
| Kashiwa Reysol    | 2006  | 32        | 2         | -              | -              | 32    | 2     |
| Kashiwa Reysol    | 2007  | 23        | 1         | 4              | 0              | 27    | 1     |
| JEF United Chiba  | 2008  | 28        | 7         | 7              | 0              | 35    | 7     |
| JEF United Chiba  | 2009  | 32        | 3         | 5              | 1              | 37    | 4     |
| JEF United Chiba  | 2010  | 28        | 5         | -              | -              | 28    | 5     |
| FC Tokyo          | 2011  | 37        | 5         | -              | -              | 37    | 5     |
| FC Tokyo          | 2012  | 20        | 1         | 2              | 0              | 22    | 1     |
| JEF United Chiba  | 2012  | 14        | 2         | -              | -              | 14    | 2     |
| JEF United Chiba  | 2013  | 38        | 4         | -              | -              | 38    | 4     |
| JEF United Chiba  | 2014  | 39        | 6         | -              | -              | 39    | 6     |
| JEF United Chiba  | 2015  | 33        | 1         | -              | -              | 33    | 1     |
| FC Machida Zelvia | 2016  | 38        | 1         | -              | -              | 38    | 1     |
| FC Machida Zelvia | 2017  | 29        | 1         | -              | -              | 29    | 1     |
| Total             | Total | 452       | 42        | 27             | 1              | 479   | 43    |